# رادنی روکه
رادنی روکه (انگلیسی: Rodney Rooke؛ زادهٔ ۷ آوریل ۱۹۷۰) بازیکن فوتبال اهل بریتانیا است.
از باشگاه‌هایی که در آن بازی کرده‌است می‌توان به باشگاه فوتبال ویونهوئه تاون، باشگاه فوتبال چلمزفورد سیتی، باشگاه فوتبال کولچستر یونایتد، و باشگاه فوتبال گرایس اتلتیک اشاره کرد.